# 太陽系形成與演化假說的歷史

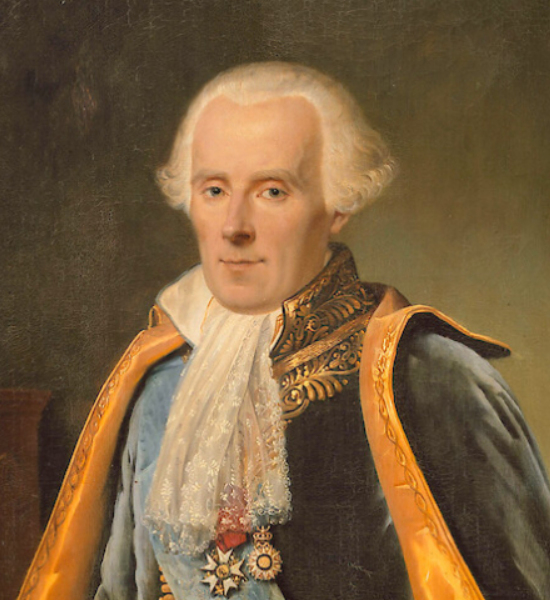
皮埃尔-西蒙·拉普拉斯，星雲假說的創始人之一。

有關世界起源和命運的假說可以追溯至已知最早的文字記載；然而，幾乎在所有的時代裡都沒有人嘗試將之與「太陽系」的起源理論聯繫在一起，原因只是單純的因為幾乎沒有人知道或是相信太陽系的存在，如同我們現在所理解與認知的太陽系。太陽系形成理論的第一步是一般所接受的日心說，這種模型將太陽放在系統的中心，和將地球放在軌道上繞著太陽轉。這個理論在數千年前就已經醞釀了（阿里斯塔克斯在西元前250年就已經提出），但到了17世紀末期才被廣泛地接受。「太陽系」這個術語在1704年才正式有使用的紀錄。

## 目前認可的假說
最廣為接受的行星形成理論稱為星雲假說，主張太陽系形成於46億年前一個跨度數光年巨分子雲的重力坍縮。幾顆恆星，包括太陽在這個坍縮的雲氣內形成。形成太陽系的氣體質量比太陽本身略大些，而大多數的質量坍縮後集中在中心，形成太陽；剩餘的質量形成大規模扁平的原行星盤，在其中形成太陽系的行星和其它天體。
就像太陽和行星會誕生，所以它們最終也會死亡。當太陽步入死亡時，它會變冷和向外膨脹至現今直徑的數百倍，在擺脫它的外層前（外層會形成被錯誤稱為行星狀星雲的天體），會成為一顆 紅巨星，然後成為毫無生氣的白矮星。行星將伴隨著太陽的生涯一起步入末路，有些會被摧毀，有些會被拋入星際空間。但最終，只要有足夠的時間，所有太陽的隨從都將消失。
然而，這也是反對這個假說的論據。

## 假說的形成
法國的哲學家兼數學家勒奈·笛卡爾是第一個提出這個太陽系起源模型的人，他於1662年和1663年撰寫在他的出版品Le Monde（ou Traité de lumière）上要發表的文章，因為宗教裁判所的耽誤，在他於1664年過世後才出版。以他的觀點，宇宙充滿了漩渦狀粒子的渦流，因某種原因太陽和行星從某個巨大的渦流中收縮和冷凝。但是，這是在牛頓的引力理論發現之前，我們現在知道物質不是以這種方式呈現的。

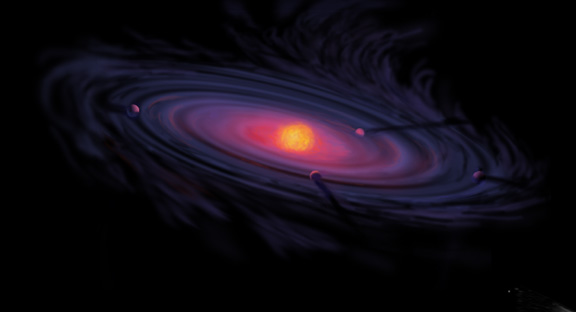
藝術家設想出的原行星盤。

1944年，德國物理學家卡尔·冯·魏茨泽克制定了渦流模型，這聽起來好像回到了笛卡爾的模型，但他所涉及的湍流模式是拉普拉斯的星雲盤渦漩。在適當的組合下，在整個系統內，逆時針旋轉和順時針旋轉的渦流可以導致個別元素在克卜勒軌道上的中央腫塊周圍移動，因此小的湍流運動會一點一滴地消耗整體運動的能量，但是物質會在渦流內側的邊界以高速度碰撞，而在這些區域，一些小的、似軸承般轉動的漩渦將結合凝聚成環狀結構。它為人詬病的障礙是相關的現象並不會自發性的發生，並且假說要求高度有序的結構。以及，它不能提供解決角動量問題的方案，也不能解釋月球的形成，還有太陽系許多其它非常基本的特徵。
在1948年，荷蘭的理論物理學家德克·哈爾對魏茨澤克模型做了修改，他拋棄了規則的渦流，而由很厚重的星雲引發的重力不穩定性隨機導致的湍流取而代之。他得出的結論是行星必須通過吸積形成且解釋成分的差異（固體和液體的行星）是由於內部和外部的溫度差異，內側是熱的而外測是涼爽的，所以耐火的材料（非揮發物）濃縮在靠內側的區域。一個主要的困難是，在這種假設下湍流耗散發生的時間尺度只有數千年，沒有足夠的時間讓太陽系得以形成。
星雲假說在1734年首度由伊曼紐·斯威登堡提出。稍後，伊曼努爾·康德在1755年闡述並擴大其內容。皮耶-西蒙·拉普拉斯在1796年也獨自發展出相似的理論。
在1749年，喬治-路易·勒克萊爾，布豐伯爵想像當一顆彗星撞擊太陽後，噴發出的物質形成行星。然而，拉普拉斯在1796年駁斥了這種想法，顯示在這種方法下形成的行星，最終仍會撞上太陽。拉普拉斯認為，行星接近圓形的軌道是其形成的必然結果。今天，彗星已被公認為太小，無法以這種方式創造出太陽系。
在1755年，伊曼努爾·康德推測觀察所見到的星雲在事實上可能是恆星和行星形成的區域。在1796年，拉普拉斯認真的論證了星雲坍縮形成一顆恆星，剩餘的物質逐漸形成向外延伸的扁平圓盤，然後形成行星。

### 另類的理論
雖然乍看之下相當合理，星雲假說依然面臨的障礙是角動量；如果太陽確實是從這樣一個塌縮的雲氣中形成，行星的旋轉應該更為緩慢。太陽雖然擁有系統的99%質量，但卻只含有1%的角動量。這意味著太陽應該要旋轉得更快速。

#### 潮汐理論
試圖解決角動量的問題，導致星雲假說暫時被放棄，又回頭尋求二體問題的理論支援。數十年來，許多天文學家以潮汐或附近碰撞的假說，詹姆士·金斯在1917年率先提出行星的形成是因為其它天體接近太陽造成的。這接近太陽的天體會因為和其他恆星共同的潮汐力吸引出太陽的大量物質，然後凝結成行星。然而，天文學家哈羅德·傑弗里斯在1929年反駁這種近距離碰撞是非常不可能的。美國天文學家亨利·諾利斯·羅素也表明這個理論遇在角動量也遇到了麻煩，外層行星得要竭力避免被太陽吸收回去。

#### 張伯倫莫頓假說
在1900年，莫頓還表示星雲假說在角動量上是矛盾的，莫頓和張伯倫就在1904年一起提出微行星假說。在當時，許多天文學家都認同利克天文台拍攝到的"螺旋星雲"影像是太陽系形成的直接證據。但是，在16年後的沙普利-柯蒂斯之爭，這些螺旋星雲都變成了星系，解決了天文學史上最根本問題之一：星雲和星系之間的區別。
莫頓和張伯倫建議一顆過度接近早期太陽的恆星，使它在生命過程中產生潮汐隆起，這種延續導致內部過程形成日珥，造成兩顆恆星之間的絲狀物質。雖然大部分的物質會落回太陽，但仍有一部分留在軌道上。這些殘留的絲狀物質冷卻形成無數微小的固體碎片，稱為微行星（星子），還有幾顆較大的原行星。這個假說盛行了大約30年，但在1930年代末期失寵，在1940年代因為需要如同木星般角動量的矛盾而被摒棄，但微行星吸積的這一部分被保留下來。

#### 利特爾頓的方案[3]
在1937和1940年，雷·利特爾頓假設太陽的伴星與經過的恆星相撞。這種方案在1935年就有人提出，並且被亨利·羅素否決了。利特爾頓認為類地行星太小而不能自行凝聚，因此建議有一顆非常大的原行星由於自轉的不穩定，而斷成兩截，形成木星和土星，分裂過程中的一些碎片就形成其它的行星。後來的模型，在1940和1941年，涉及三星系統，一對聯星加上太陽。聯星先合併，然後因為旋轉的不穩定又分裂，並且從這個系統逃逸，留下它們之間被太陽捕獲的一些絲狀體。萊曼．史匹哲的反對意見也適用於這個模型。

#### 帶結構模型
瑞典天文物理學家艾耳芬，在1954、1975和1978年就包括電磁效應的粒子運動方程、角動量分布和成分的差別進行瞭解。在1954年，他率先提出區分為A雲，主要包含的是氦氣，但是有一些固體粒子的雜質（"流星雨"），B雲主要是氫，C雲主要是碳和D雲，主要是矽和鐵的能量帶結構。A雲中的雜質形成火星和月球（稍後被地球捕獲），B雲凝聚成水星、金星和地球，C雲凝聚成外行星，而冥王星和海衛一可能是由D雲形成。

#### 星際雲理論
在1943年，蘇聯天文學家奧托·施密特提出太陽通過密集的星際雲，暴露在一片氣體和塵埃的雲中，最終行星在其中形成，發展成目前的形式。靠著假設太陽緩慢自轉是它特有的，和行星不是和太陽同時形成的，解決了角動量的問題。在俄羅斯的學校，包括Gurevich 和Lebedinsky（在1950年）、Safronov（在1967、1969年）、Safronov和Vityazeff（在1985年）、Safronov和Ruskol（在1994年）、和Ruskol（在1981年）以及其他的學者，都在發展此一理論。然而，這個假說被維克托·薩夫羅諾夫嚴厲的抨擊，他表明從瀰漫的雲氣中形成行星所需要的時間將遠遠超過太陽系的年齡。
雷利特爾頓改良這個理論，顯示不需要第三個天體，並且邦迪和霍伊爾在1944年提出線性吸積的機制讓恆星能從雲氣中捕獲物質（威廉姆斯和雷明，1968 年，引文）

### 再度出現的星雲假說

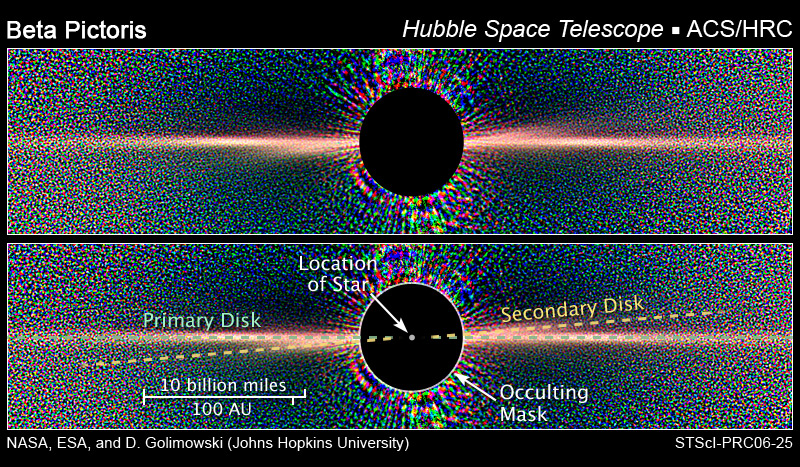
哈伯太空望遠鏡看見的繪架座β星。

在1978年，天文學家A. J. R. Prentice復活了拉普拉斯的星雲模型，在他現代的拉普拉斯理論建議，角動量的問題可以藉由拖動創造原始盤面的塵埃顆粒，減緩在中心的轉動來解決。 Prentice還建議，年輕的太陽通過在金牛T星所理解的超音速噴射方式，將一些角動量轉移給原行星盤和微行星。然而，他的論點，這種形成會發生在環面或環的階段已經受到質疑，任何這類環能在坍縮成為行星之前就已經消散。
現在廣泛被接受的行星形成理論誕生 －太陽星雲盤模型（Solar Nebular Disk Model，SNDM）－ 可以追溯到蘇聯天文學家維克托·薩夫羅諾夫的作品。他的著作Evolution of the protoplanetary cloud and formation of the Earth and the planets（原行星雲的演化可以形成地球和行星），在1972年被翻譯成英文，長期以來對研究行星形成的科學家都有所影響。在這本書中，幾乎對所有行星形成過程的主要問題和形式都制定了一些解決的方法。薩夫羅諾夫書中的想法在喬治·威瑟工作的吸積失控中，得到進一步的發展。在1980年代的初期，以SNDM形式回復的星雲假說復活並得到關切，並獲得天文學上兩項重要的發現。首先，發現許多顯然是很年輕的恆星，像是繪架座β，如同星雲假說所預測的被低溫的塵埃盤包圍著。其次，在1983年發射的紅外線天文衛星發現到許多紅外線過剩的恆星，可以用它們被低溫物質盤圍繞著來解釋。

### 未解決的論點
雖然星雲假說與圖片被廣泛地接受，但許多細節還是不太清楚，並須繼續加以完善。
精煉的星雲模型完全建立在對太陽系觀測的基礎上，因為它是在20世紀90年代中期之後唯一留存的。雖然科學家們急於通過原行星盤或在其它恆星周圍發現的行星來測試尋模型，但它並沒有很自信的假定能廣泛適用於其它行星系統 。當2013年8月23日，發現的系外行星已經有941顆時，帶來了許多驚喜，並且為這些新發現的行星系統修訂星雲模型，或考慮新的模型。
到目前為止，新發現的太陽系外行星，無論是比木星大或小，都是以很短的軌道，只要幾個小時就繞行恆星一周。這些行星都非常靠近它們繞行的恆星，它們的大氣層都會被恆星的輻射逐漸的剝離。如何解釋這些所謂的熱木星，目前尚無共識。但其中一種觀念就是行星遷移，類似的過程也就是也就是前考慮的天王星和海王星移動到了遙遠的距離。可能造成遷移過程的包括原行星盤仍然充滿了氫氣和氦氣所導致的軌道摩擦，和巨行星和與原行星盤中粒子之間的角動量交換。
行星特性的細節是另一個問題。太陽星雲假說預測所有的行星都將形成於黃道面。相反的，古典行星的軌道相對於黃道都有不同（但微小）的傾斜。此外，預測氣態巨行星和它們的衛星系統相對於黃道面也不該有傾斜。然而，多數的氣態巨行星都有大角度的傾斜，天王星的傾斜更高達98°。月球相對於地球是比較大，而其它的衛星處於不規則的軌道上，又是另一個問題。現在認為這些都是在太陽系初步形成之後，發生了一些意外事件造成的，藉以解釋這些現象。

## 太陽演化假說
分離出太陽能量的物理來源，並因而確定何時以及最終如何耗盡的企圖，始於19世紀。在當時，科學上普遍的看法是太陽的熱量來源是來自引力的收縮。在1840年代，天文學家J.R.邁耶和J.J.沃特森首先提出太陽巨大的質量使它自身塌縮，產生熱量；赫爾曼·馮·亥姆霍茲和凱爾文勳爵兩人在1845年進一步闡述這種想法，建議這些熱也會來自撞擊在太陽表面的流星。 然而，太陽重力位能的機制僅能夠維持太陽的威力3,000多萬年 －遠小於地球的年齡（這個崩潰的時間稱為開爾文-亥姆霍茲時間尺度。）。
阿爾伯特·愛因斯坦在1905年發表相對論，導出核反應可以從較小的前輩元素，釋放出能量，創建新的元素。亞瑟·愛丁頓在它的論文恆星和原子建議，恆星內部的壓力和溫度足以讓氫原子融合成氦原子，這個過程可以產生太陽所需要的大量能量。在1935年，愛丁頓更進一步建議，恆星內部也可以產生其他的元素。在1945年以後蒐集的光譜證據表明，最常見的化學元素，碳、氫、氧、氮、氖、鐵等，相當明確的散布在整個銀河系內。這顯示這些元素有一個共同的起源。不規則的分佈比例案是創造原素有著一定的機制。有較高原子量的鉛比黃金更為常見。氫和氦（元素1和2）幾乎無所不在，而鋰和鈹 （元素3和4）卻極為罕見。

### 紅巨星
19世紀以來，早就知道紅巨星有著不尋常的光譜，在1940年代，喬治·伽莫夫首先了解它們是已經耗盡核心的氫，和訴諸燃燒在其外殼的氫，且質量大致與太陽相當的恆星。這讓馬丁·史瓦西得以將紅巨星和恆星生命有限連結在一起。現在了解，紅巨星是恆星在生命週期的最後階段。
弗雷德·霍伊爾指出，即使當元素的分佈相當均勻，不同的恒星仍有不同數量的各種元素。霍伊爾表示，這些元素必然是來自恆星自己的內部。只可能在高溫和高壓下形成的原子，在原子序數排列下的元素豐度在鐵達到峰值。霍伊爾得出必須在巨星的內部才能形成鐵。從這一點，霍伊爾在1945和1946年勾勒出一顆恆星的生命週期最後階段。當一顆恆星死亡，它會根據自身的重量坍縮，導致一連串階層式的核融合反應：碳-12與氦燃燒形成氧-16；氧-16與氦燃燒生成氖-20，直到生成鐵為止。然而，當時還不知道可以生成碳-12的方法。通過融合鈹的同位素生成的碳並不穩定，三個氦原子形成碳-12得超過宇宙的年齡而被認為不可能。最終，在1952年，物理學家Ed Salpeter指出，鈹的同位素從激發態衰變回到基態的時間雖然很短，但已經足以讓它與氦融合生成碳，不過它們的結合只有很小的機會使質量或能量等於碳-12。霍伊爾引用人擇原理指出，它必須如此；因為他自己已經製造出碳，並且存在著。當碳-12的質量/能量水準最後被確定時，它被發現與霍伊爾的預測只差了一些百分比。

### 白矮星
第一顆被發現的白矮星是三合星系統的波江座40，它包括再進進離環繞明亮的主序星波江座40A的聯星，白矮星的波江座40B和也是主序星的紅矮星波江座40C。這一對聯星波江座40B/C是威廉·赫歇爾在1783年1月31日發現的, p. 73；它被瓦西里·雅可夫列維奇·斯特魯維在1825年和奧托·威廉·馮·斯特魯維在1851年再次觀測。在1910年，亨利·諾利斯·羅素、愛德華·皮克林 和威廉敏娜·弗萊明發現波江座40儘管非常黯淡，但光譜類型卻是A型或是白色。
很快的，他們就發現這是一顆密度極高的白色矮星。如果一顆恆星是在聯星系統內，就像天狼星B和波江座40B，就可以從觀測到的軌道估計恆星的質量。在1910年，就是這樣得到天狼星B的質量，得到的估計質量是0.94 M☉（最近的估計是1.00 M☉。）。因為熱的機構的輻射比冷的機構多，因此從恆星表面的有效溫度估計它的亮度，還有它的頻譜。如果恆星的距離已知，它的整體光度也可以估計出來。這兩個數值的對比，就可以得出恆星的半徑。推理導致的結果令當時的天文學家非常困惑，因為天狼星B和波江座B必須有很高的密度。例如，當恩斯特·厄皮克在1916年估計可見伴星的密度時，他發現波江座40B的密度超過太陽25,000倍以上，他認為這是"不可能"的。
因為白矮星的物質是由不受化學鍵限制而不能再壓縮的原子組成，而只是由不受約束的原子核和電子組成的電漿。因此電子是不受阻礙的以通常能被允許最接近原子核的電子軌道 －電子被限制佔據在原子核外的區域－ 運轉。但是，愛丁頓並不知道當電將冷卻後會發生甚麼狀況，原子是否依然保持現在的電離狀態。在1926年，這一悖論被拉爾夫·福勒應用新發展的量子力學解決了。由於電子遵循包立不相容原理，沒有兩個電子可以佔用相同的狀態，和它們必須遵從在1926年以確定滿足包立不相容原理的粒子分布的費米-狄拉克統計。因此，在溫度零度時，電子可能並不是全部都佔據著最低能量，或基態的狀態；其中有一些可能佔據著較高能量的狀態，形成一個擁有最低能量可用的能量狀態：費米海。這種狀態的電子被稱為簡併，意味著一顆白矮星即使冷卻到零度仍然擁有高能量。

### 行星狀星雲

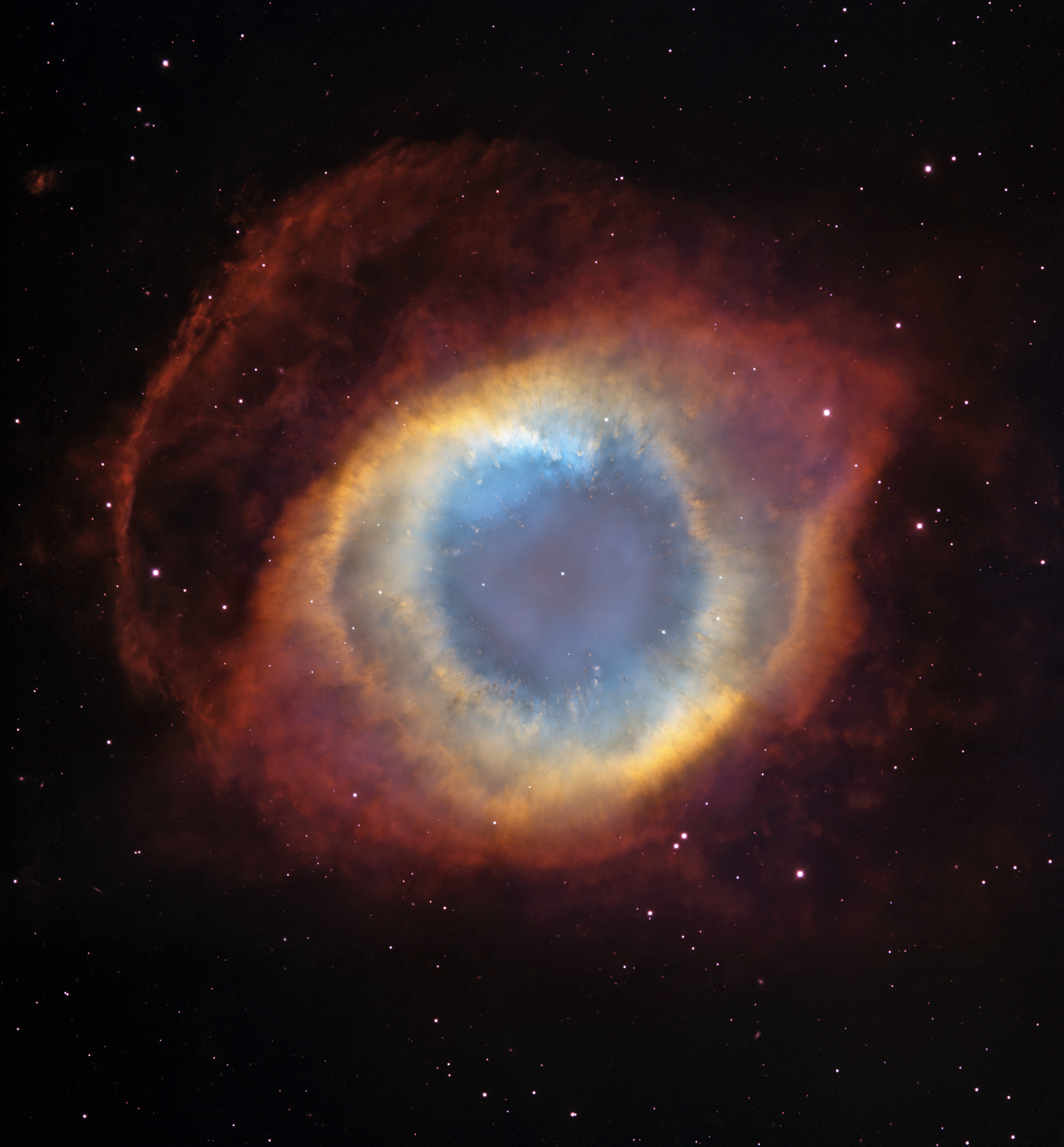
NGC 7293，螺旋星雲。

行星狀星雲通常都是黯淡的天體，裸眼通常無法看見。第一個被發現的行星狀星雲是在狐狸座的啞鈴星雲，它是梅西爾在1764年發現的，並被列入非星天體目錄中，編號為M27。早期的觀測者使用的望遠鏡解析度不佳，因此外觀上和後來威廉·赫歇爾發現的天王星相似，因此創造了這個名詞。然而，正如我們現在所知的，它們與行星完全毫無相同之處。
行星狀星雲的中心是炙熱的。它們的亮度顯然很低，這意味著它們必然很小。一旦恆星耗盡了核心的燃料，就會坍縮成較小的尺度，所以行星狀星雲被理解為恆星演化的最後階段。光譜的觀測表明，所有的行星狀星雲都還在擴大，所以興起行星狀星雲是在恆星生命的最後階段被拋進太空的外層。

## 月球起源假說

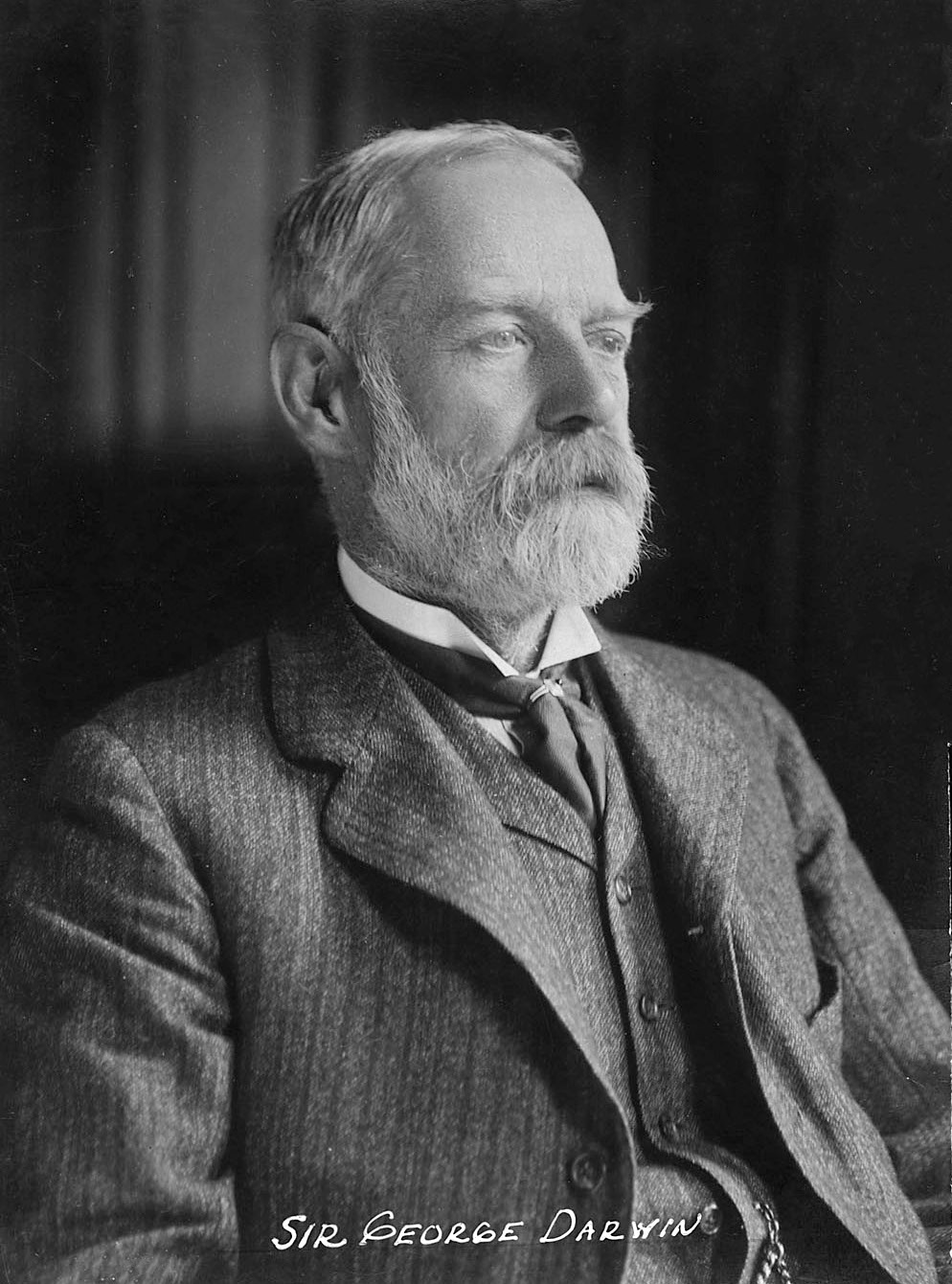
喬治·達爾文

數百年來，許多關於地球的衛星起源的科學假說被提出來。最早的之一就是所謂的孿生假說，包括月球是在地球誕生後吸積殘留在環繞地球軌道上的物質形成。另一個是喬治·達爾文（查理斯·達爾文的兒子）發展出的分裂假說，他注意到月球以每年約4公分的距離遠離地球，所以在遙遠的過去他必須是地球的一部分，但是因為那時地球的旋轉比現在快速而被地球的動量拋離出去。這一假設也被依些事實支持著：月球的密度比地球小，約等於地球岩石的地函。這表明月球與地球不同，缺乏一個高密度的鐵質核心。第三個假說，是所謂的捕獲假說，表明月球原本是獨立天體，陷入地球引力場而成為環繞地球的衛星。

### 阿波羅任務
然而，這些假說在1960年代末和1970年代初期的阿波羅探月任務，介紹了關於月球的組成、年齡和歷史的一連串新科學證據之後，都被駁斥了。這一串證據反駁這些早期的模型所做的與多預測。從月球帶回來的岩石，其水含量相對於太陽系其它的地方明顯偏低，並且顯示在它的早期歷史，它必然經過產生巨大能量形成岩漿海洋的證據。同時，在月球岩石中的氧同位素顯示出與地球上岩石的相似性，暗示它們在太陽星雲內相似的地方形成。捕獲模型不能解釋同位素的相似性（如果月球起源於太陽系的其他地區，這些同位素會有所不同），而共同的吸積模型不能充分解釋水的損失（如果月球的形成於類似地球，被困在其礦物結構的水量也會大致相同）。相對的， 裂變模型雖然可以說明在化學成分上的相似性和鐵的缺乏，但不能充分解釋其軌道的高傾斜，特別是地月系統的角動量，超過太陽系中其他的任何行星衛星系統。

### 大碰撞說
For many years after 阿波羅之後許多年，聯星吸積模型即使依然有缺陷，但已被認定為解釋月球起源最好的假說。然後，1984年在夏威夷柯納的會議上，由所有乖查到的差異提出了一個折衷的方案：大碰撞模型。在1976年，兩個獨立的研究小組各自提出了大碰撞說，這個模型假設一個大質量的天體，大小與火星相似，在早期歷史上的地球相撞。這個撞擊融化掉地球的地殼，而另一顆天體的核心沉陷入地球內，與地球的核心合併。撞擊產生的過熱蒸氣進入原始地球的周圍，凝聚成在軌道上的月球。這解釋了水的缺乏（蒸氣雲是過熱的水凝結）與在組成上的相似（因為是地球的一部份）和低密度（由地球的地殼和地函形成，而不是核心形成月球），以及月球不尋常的軌道（因為是斜向撞擊，所以從地月系統獲得了大量的角動量）。

### 未解決的論點
然而，大碰撞模型被批評有太多的假設條件；它可以繼續擴展以解釋任何未來的發現，而不能被證明為不正確。此外，許多人聲稱，來自撞擊的布部分材料在月球都有耗盡的可能，這意味著同位素的比例將會不同，但它們並非如此。同樣的，在一些揮發性的化合物，如月球的地殼缺水，還有許多其他的，例如錳等等。

### 其它的天然衛星
雖然共同吸積和捕獲模式，目前不被接受為有效解釋月球存在的理論，但已經被用來解釋太陽系中其他天然衛星的形成。木星的伽利略衛星已經被認為是經由共同吸積形成，太陽系的不規則衛星，像是崔頓，都被認為是經由捕獲形成的。